# Хэллоуин 6: Проклятие Майкла Майерса
«Хэллоуин 6: Проклятие Майкла Майерса» (англ. Halloween: The Curse of Michael Myers) — американский фильм в жанре слэшер 1995 года, снятый режиссёром Джо Чаппеллом по сценарию Дэниела Фаррандса. В фильме снялись Дональд Плезенс в своём последнем фильме, Пол Радд и Марианна Хейген. Фильм является шестой частью серии фильмов о Хэллоуине и завершает сюжетную линию Джейми Ллойд, начатую в «Хэллоуин 4: Возвращение Майкла Майерса» и «Хэллоуин 5: Месть Майкла Майерса». Сюжет фильма разворачивается спустя шесть лет после событий «Хэллоуина 5», Майкл Майерс преследует семью Строуд (дядю Лори Строуд, жену, дочь и внука последнего), чтобы убить своих последних выживших родственников, а доктор Сэм Лумис снова преследует его. В фильме также раскрывается источник бессмертия Майкла и его стремление убивать.
Снятый в Солт-Лейк-Сити осенью 1994 года, фильм «Хэллоуин 6: Проклятие Майкла Майерса», как сообщалось, был снят с большим трудом. Первоначальная версия фильма плохо прошла тестирование, в результате чего фильм подвергся ряду пересъёмок и правок. Дистрибуцией готового фильма занималась компания «Dimension Films», которая в дальнейшем занималась дистрибуцией остальных фильмов серии вплоть до «Хэллоуина» 2018 года. Фильм вышел на экраны 29 сентября 1995 года, собрав в прокате 15,1 млн долларов при бюджете в 5 млн долларов, и после выхода был сильно раскритикован критиками. Дональд Плезенс умер 2 февраля 1995 года, почти за восемь месяцев до выхода фильма. Фильм был посвящён его памяти.
После выхода фильма на домашние носители поклонники сериала обнаружили оригинальную рабочую копию фильма, которая содержала 45 минут альтернативных кадров и другую концовку. Эта версия, получившая название «Producer’s Cut», стала культовой, бутлег-копии DVD продавались на eBay, а в Интернете появились петиции с требованием официального выпуска этой версии. В 2014 году «Producer’s Cut» был официально выпущен на Blu-ray.
После «Хэллоуина 6: Проклятие Майкла Майерса» последовал фильм «Хэллоуин: 20 лет спустя» в 1998 году, который не содержит никаких отсылок к сюжетной линии Джейми Ллойд из предыдущих трёх фильмов (хотя они были представлены в оригинальном сценарии и комиксах, изданных «Chaos! Comics»), а является прямым продолжением фильма «Хэллоуин 2» (1981).

## Сюжет
31 октября 1989 года Майкл Майерс и его племянница Джейми Ллойд похищены из полицейского участка Хэддонфилда «Человеком в чёрном». Шесть лет спустя, 30 октября 1995 года, пятнадцатилетняя Джейми рожает ребёнка, и «Человек в чёрном», оказавшийся лидером культа друидов, забирает ребёнка. Позже сестра Мэри, акушерка, помогает Джейми бежать с ребёнком, но Майкл убивает её. Джейми и её ребёнок убегают на угнанном пикапе, а Майкл пускается в погоню.
Тем временем доктор Сэм Лумис вышел на пенсию и переехал в хижину на окраине Хэддонфилда, где живёт отшельником. Его навещает его друг доктор Теренс Уинн, главный администратор санатория «Смитс Гроув», где в детстве содержался Майкл; Уинн просит Лумиса вернуться в «Смитс Гроув». Они подслушивают мольбу Джейми о помощи на местной радиостанции, когда она звонит Лумису, но диджей радиостанции Барри Симмс её игнорирует. Майкл догоняет Джейми, и она врезается на грузовике в старый сарай. Он убивает Джейми, но обнаруживает, что её ребёнка в грузовике нет.
В Хэддонфилде Томми Дойл, с которым Лори Строуд нянчилась в 1978 году, теперь живёт в пансионе, которым управляет пожилая женщина по имени миссис Бланкеншип. Томми — затворник, одержимый идеей найти правду о мотивах Майкла. Неблагополучная семья, живущая в доме Майерсов через дорогу, — родственники семьи Строуд: Кара Строуд, её шестилетний сын Дэнни, брат-подросток Тим, заботливая мать Дебра и жестокий отец Джон. Дэнни мучит «Человек в чёрном», который готовит его пойти по стопам Майкла, в результате чего он едва не использует нож против Джона во время жаркого спора между ним и Карой во время завтрака.
Томми находит ребёнка Джейми на автобусной станции и отвозит его в больницу. Там он сталкивается с Лумисом и рассказывает ему о семье Строуд, живущей в доме Майерсов. Томми забирает ребёнка к себе домой, где называет его Стивеном. Лумис отправляется в дом Строудов и сообщает Дебре о Майкле. Пока Дебра начинает собирать вещи, чтобы уехать, появляется Майкл и убивает её. Томми сталкивается на улице с Дэнни, который возвращался из школы, и забирает его домой. Кара возвращается и зовёт Дебру, но не может её найти. Она натыкается на Томми с Дэнни в комнате Дэнни. Томми отвозит их в пансион, где рассказывает Каре, что, по его мнению, Майкл был поражён Торном, древним проклятием друидов, которое заставляет его убивать свой род в ночь Хэллоуина, и верит, что ребёнок Джейми станет последней жертвой Майкла.
Позже той же ночью Томми встречает Лумиса на вечеринке в честь Хэллоуина в общественном колледже, которую посещают Кара, Тим и девушка Тима Бет с диджеем Барри Симмсом в качестве специального гостя. Тем временем миссис Бланкеншип рассказывает Каре, что она была няней Майкла в ту ночь, когда он убил свою сестру, и что Дэнни слышит голос, говорящий ему убивать так же, как Майкл, что указывает на то, что Дэнни также обладает силой Торна. Вскоре после этого Майкл убивает Джона, Тима, Бет и Барри Симмса. Кара следует за Дэнни в дом Строудов после того, как его вызвал «Человек в чёрном». Там она видит Майкла и отбивается от него, а затем вместе с Дэнни убегает в пансион, где её ждут Томми и Лумис. К их шоку, туда прибыл культ с миссис Бланкеншип в качестве союзника, а «Человек в чёрном» оказался доктором Уинном. Культ накачивает наркотиками Лумиса и Томми и увозит Кару, Дэнни и Стивена в Смитс-Гроув. Кару запирают в палате строгого режима, а мальчиков держат в операционной.
Томми и Лумис просыпаются и отправляются в «Рощу Смита». Там Лумис сталкивается с Уинном, который рассказывает, что сотрудники «Рощи Смита» работали с культом Торна, чтобы изучить силу Торна и научиться управлять ею. Предполагается, что Стивен является успешным результатом экспериментов по клонированию чистого зла Майкла. Уинн хочет, чтобы Лумис присоединился к его заговору, так как он первым увидел зло внутри Майкла. Лумис отказывается, и врач вырубает его. Тем временем Томми освобождает Кару, пока Майкл преследует их по санаторию. Они находят Уинна и его команду, которые собираются провести медицинскую процедуру над Дэнни и Стивеном. Майкл внезапно появляется и обращается против Уинна и врачей, убивая их всех.
Томми и Кара спасают детей, а Майкл преследует их в лаборатории, где Кара замечает плоды неудачных экспериментов Уинна. Томми вводит Майклу едкие вещества и избивает его до потери сознания свинцовой трубой. Томми, Кара и дети покидают «Рощу Смита», а Лумис остаётся, чтобы разобраться с делами. Внутри лаборатории маска Майкла лежит одна на полу, а Лумис кричит на заднем плане, оставляя их судьбы неизвестными.

## В ролях
| Актёр            | Роль                      |
| ---------------- | ------------------------- |
| Джордж Пи Уилбур | Майкл Майерс              |
| А. Майкл Лернер  | Майкл Майерс (пересъёмки) |
| Дональд Плезенс  | доктор Сэм Лумис          |
| Пол Радд         | Томми Дойл                |
| Мэриэнн Хейген   | Кара Строуд               |
| Митчелл Райан    | доктор Тэренс Уинн        |
| Ким Дарби        | Дебра Строуд              |
| Брэдфорд Инглиш  | Джон Строуд               |
| Кит Богарт       | Тим Строуд                |
| Мэрайя О’Брайен  | Бэт                       |
| Лео Гетер        | Барри Симмс               |
| Джей Си Брэнди   | Джейми Ллойд              |

## Производство

### Концепция и сценарий

Рунический символ Торн, который является главной темой в фильме.

После менее чем восторженной реакции на «Хэллоуин 5: Месть Майкла Майерса», которая вышла всего через год после «Хэллоуин 4: Возвращение Майкла Майерса», продюсер Мустафа Аккад приостановил сериал, чтобы переоценить его потенциал. Аккад посчитал, что «Хэллоуин 5» слишком сильно отклонился от «Хэллоуина 4», и кассовые сборы оказались намного ниже, чем ожидалось. Ещё в 1990 году ожидалось, что Даниэль Харрис и Дон Шенкс вернутся в роли Джейми Ллойд и Майкла Майерса, с возможностью того, что Дональд Плезенс и Венди Каплан также исполнят свои роли. В том же году сценарист и давний поклонник Хэллоуина Дэниел Фаррандс приступил к написанию шестой части серии «Хэллоуин». Фаррандс передал свой сценарий фильма ужасов продюсеру «Хэллоуина 5» Рэмси Томасу; впечатлённый его сценарием, Томас назначил Фаррандсу встречу с исполнительным продюсером Мустафой Аккадом. Фаррандс описал встречу:

Я потратил недели на подготовку к встрече и пришёл с огромным блокнотом, заполненным исследованиями по Хэллоуину – у меня была вся серия, изложенная на временной шкале, биография каждого персонажа, "генеалогическое древо" кланов Майерс и Строуд, а также все исследования, которые я собрал о рунический символ (Турисаз), который был кратко показан в "Хэллоуин 5". Затем я изложил, как, по моему мнению, всё это можно было бы изучить в "Хэллоуин 6".
Фаррандс, который хорошо знал фильмы, а также новелизации Денниса Этчисона, составил библию всей франшизы и представил её студии. Фильм задержался в разработке, так как запланированный на октябрь 1990 года релиз был пропущен, но Аккад упорствовал и сделал предложение о работе Мишелю Соави в 1992 году. Соави отклонил предложение, и вскоре после того, как продюсеры вступили в серию сложных судебных разбирательств, которые задержали планы по сиквелу; в конечном итоге «Miramax Films» (через своё подразделение «Dimension Films») купила права на серию «Хэллоуин». Одновременно с судебным разбирательством соавтор сериала Джон Карпентер объединился с «New Line Cinema», чтобы перекупить «Miramax». По предложению Карпентера действие фильма происходило на космической станции. Возможно, на эту идею ссылались в сцене, в которой сторонник теории заговора звонит в радиошоу Барри Симса и разглагольствует о том, что ЦРУ запустило Майкла Майерса в космос. Отвергнутая предпосылка, возможно, также вдохновила сюжет для «Джейсон X». С «Miramax» на борту студия надеялась начать производство к октябрю 1993 года, но опять же, это не осуществилось. Вместо этого Боб Вайнштейн нанял Гэри Фледера для съёмок фильма. Фледер порекомендовал Фила Розенберга, который стал первым сценаристом, нанятым для фильма. Его сценарий под названием «Хэллоуин 666: Происхождение» возненавидел Аккад, который швырнул сценарий через всю комнату после того, как закончил его читать. Однако «Miramax» благосклонно отнеслась к работе Розенберга и решила продолжать двигаться вперёд до тех пор, пока Фледер не откажется от фильма, сославшись на «творческие разногласия». После успеха «Криминального чтива» к Квентину Тарантино обратились с просьбой написать сценарий и срежиссировать фильм. Тарантино отказался бы, но вместо этого предложил соавтору «Зловещих мертвецов II» Скотту Шпигелю стать режиссёром фильма. По задуманному Тарантино сценарию Майкл Майерс и «Человек в чёрном» должны были вместе сбежать из Хэддонфилда и отправиться в путешествие по шоссе 66, убивая людей, но он так и не был официально нанят, и Шпигель позже покинул проект. Отвергнутые идеи Тарантино имеют сходство с его сценарием к фильму «Прирождённые убийцы», который он представлял «Miramax Films» в то же время, когда рассматривал идеи для сценария к «Хэллоуину 6». Согласно комментарию продюсера к фильму, в то время как Тарантино рассматривался на ранних стадиях производства, история о том, что Тарантино когда-либо действительно закончил сценарий, является городской легендой. Роджер Эйвери также потерпел неудачу в создании фильма. Шпигель без энтузиазма отнёсся к сценарию Розенберга и изо всех сил старался выполнить порученную ему полировку сценария. В конечном счёте он покинет проект. К апрелю 1994 года брату Фила, Скотту Розенбергу, было поручено пересмотреть сценарий, но он не удовлетворил Аккада.
Другие концепции включали в себя то, что Майкл был признан сыном доктора Лумиса, или то, что «Человек в чёрном» держал мать Майкла в качестве секс-рабыни.
Поскольку к концу апреля черновик Розенберга был готов, студия обратилась к будущим сценаристам Ирвингу Белатече и Лоуренсу Гутерману с просьбой полностью переработать «Хэллоуин 666». После выхода фильма в октябре 1994 года, вдохновлённый Вайнштейном, Мэттью Патрик режиссировавший фильм «Hider in the House» был выбран режиссёром. Нанявшись на работу, Патрик немедленно вылетел в Солт-Лейк-Сити на разведку местности и пригласил своего постоянного оператора Билли Диксона. Однако ни Патрик, ни Аккад не были удовлетворены сценарием, причём первый даже назвал его «незаконченным». Патрику была предоставлена его собственная редакция сценария, но между Аккадом и Вайнштейном возникла напряжённость. Поскольку производство должно было начаться через две недели без окончательного состава актёров, Патрик в конечном итоге покинул проект в мае 1994 года. В июне 1994 года Фаррандс был нанят для написания нового сценария, поскольку съёмки фильма были запланированы на октябрь в Солт-Лейк-Сити, штат Юта. В это время режиссёром фильма был назначен Фред Уолтон, наиболее известный по фильмам «Когда звонит незнакомец» и «День дурака». Сделка с Уолтоном не была достигнута, что привело к тому, что студия наняла Джо Чаппелла после того, как была впечатлена его дебютным фильмом «Квартет воров». Фаррандс сказал, что его первоначальным намерением для фильма было «соединить более поздние фильмы (4-5) в серии с более ранними фильмами (1-2), в то же время перенося историю на новую территорию, чтобы сериал мог расширяться для будущих частей». Отчасти это означало расширение присутствия «Человека в чёрном», а также появление символа Турисаза, оба из которых появляются без объяснения причин в конце «Хэллоуина 5». Приступая к написанию сценария, Фаррандс связался со сценаристами «Хэллоуина 4» и «Хэллоуина 5» за дополнительной информацией, но они не смогли дать чётких ответов, предоставив ему «собирать осколки».
Фаррандс расширил сюжетную линию «Проклятия Торна», в которой Джейми Ллойд похищен тайным культом, который проклял Майкла Майерса с помощью рунического символа Торна, который заставляет его убивать, а также даёт ему бессмертие. Фаррандс частично основал идею на диалоге, присутствующем в «Хэллоуин II» (1981) о ночи Самайн, во время которой «завеса между живыми и мёртвыми тоньше всего», единственном времени года, в течение которого Майерс становится «активным и ищет свою родословную». Ссылки на друидизм, а также на дедушку Майерса, «слышащего голоса», также появились в новеллизации 1978 года «Хэллоуин» Кёртиса Ричардса. В то время как персонаж Джейми Ллойд умирает в начале фильма, в первоначальных версиях сценария Фаррандс её персонаж выжил до финального акта, после чего она была в конечном счёте убита Майклом. Другие элементы рабочего сценария Фаррандса, которые в конечном итоге пришлось сократить, включали продолжение сюжета «Проклятие Торна», в котором весь город Хэддонфилд был в сговоре с культом, идею, которую Аккад хотел использовать для седьмой части сериала. Однако в 1997 году от этой идеи отказались в пользу сценария «Хэллоуин: 20 лет спустя».
По словам Фаррандса, между июнем 1994 года и съёмками фильма в октябре 1994 года было около десяти различных черновиков его сценария, и большая часть финала, который появляется в театральной версии (включая события в больнице, а также ссылки на культ, использующий силу Майерса в качестве средства научного исследования), был написан не им, а был написан и снят в постпродакшене под руководством «Dimension Films».
Фаррандс сравнивает сюжетную линию с Томми Дойлом в этом фильме с Лори Строуд в «Хэллоуин: 20 лет спустя»: травмированной жертвы, которая должна перестать убегать и встретиться лицом к лицу со своим худшим страхом. Он утверждает, что это должно было быть более очевидным, с ретроспективными кадрами оригинального фильма, но разработка фильма привела к тому, что многие из этих сцен были потеряны. Фаррандс говорит, что он вернул Томми, чтобы преодолеть разрыв между продолжениями и первым фильмом. Его намерение состояло в том, чтобы Томми стал преемником доктора Лумис, чтобы выступать в качестве «голоса здравомыслия…своего рода современный Ван Хельсинг, бесстрашный Майкл Хантер!», роль, которой, по его мнению, не хватало в «Хэллоуин: 20 лет спустя» и «Хэллоуин: Воскрешение».
Первоначально судьба Кары менялась в различных черновиках сценария. В первом черновике Кара убита своим сыном Дэнни на автобусной станции Хэддонфилда, в то время как в почти окончательном варианте фильм заканчивался отъездом Томми и Кары. Фильм в том виде, в каком он вышел, заканчивается тем, что Кара и Томми уезжают с детьми, Дэнни и Стивеном.
Фаррандс описывает Майкла как «сексуального девианта». По его словам, то, как Майкл повсюду следует за девушками и наблюдает за ними, содержит подтекст подавленной сексуальности. Фаррандс выдвигает теорию о том, что в детстве Майкл зациклился на убийстве своей сестры Джудит и по своим собственным извращённым причинам чувствовал необходимость повторять это действие снова и снова, находя в Лори фигуру, похожую на сестру, которая возбуждала его сексуально. Он также считает, что, сделав Лори Майклом буквально сестрой, сиквелы ушли от простоты и правдоподобия оригинального Хэллоуина. Тем не менее, при написании «Проклятия» Фаррандсу было поручено создать мифологию для Майкла, которая определяла бы его мотивы и почему его нельзя было убить. Он говорит: «Он больше не может быть просто мужчиной, он вышел за рамки этого. Он мифический. Он сверхъестественный. Итак, я понял с этой точки зрения, что им движет что-то ещё. Сила, выходящая за рамки этих пяти чувств, которая заразила душу этого мальчика и теперь движет им». По мере разработки сценария и вовлечения все большего числа людей Фаррандс признаёт, что фильм зашёл слишком далеко в объяснении Майкла Майерса и что он сам не был полностью удовлетворён готовым продуктом.

#### Аллюзии и отсылки
Фаррандс, давний поклонник сериала, стремился включить различные отсылки и аллюзии к предыдущим фильмам о Хэллоуине, особенно к оригиналу, чтобы поиграть с «мифологией Хэллоуина». Они варьируются от ситуативных аллюзий, таких как Томми Дойл, живущий через дорогу от дома Строудов (игра на событиях оригинального Хэллоуина, которые происходят между резиденциями Уоллеса и Дойла, которые находятся через дорогу друг от друга) к незначительным ссылкам, таким как название адреса из «Хэллоуина II» (1981) и персонажа миссис Бланкеншип, имя, упомянутое мимоходом в «Хэллоуин 3: Сезон ведьм» (1982). Другие ссылки за пределами повествовательной диегезы сериала включают имена персонажей, таких как Джон и Дебра Строуд (ссылаясь на Джона Карпентера и Дебру Хилл), помимо имени Дэнни Строуда, персонаж, по словам Фаррандса, был создан по образцу Дэнни Торранса в фильме «Сияние» (1980).
Фаррандс также сослался на фильм Карпентера «Туман» (1980) со строкой, отсылающей к «желудочному коктейлю» (протеиновый молочный коктейль, который Тим пьёт в начале фильма), а сцена убийства Бет была смоделирована по образцу сцены из фильма Фреда Уолтона «Когда звонит незнакомец» (1979) (Фаррандс написал сцену, услышав, что Уолтон был назначен режиссёром проекта, хотя Уолтон в конечном итоге выбыл из производства). Кроме того, расширенные сцены, в которых Кара прогуливается по кампусу колледжа и направляется к своему дому, были предназначены для отсылки к сценам с участием Лори Строуд в первом фильме, в то время как Дэнни роняет свою тыкву по дороге домой, намекает на сцену из первого фильма, в которой группа хулиганов заставляет Томми уронить свою тыкву за пределами начальной школы.

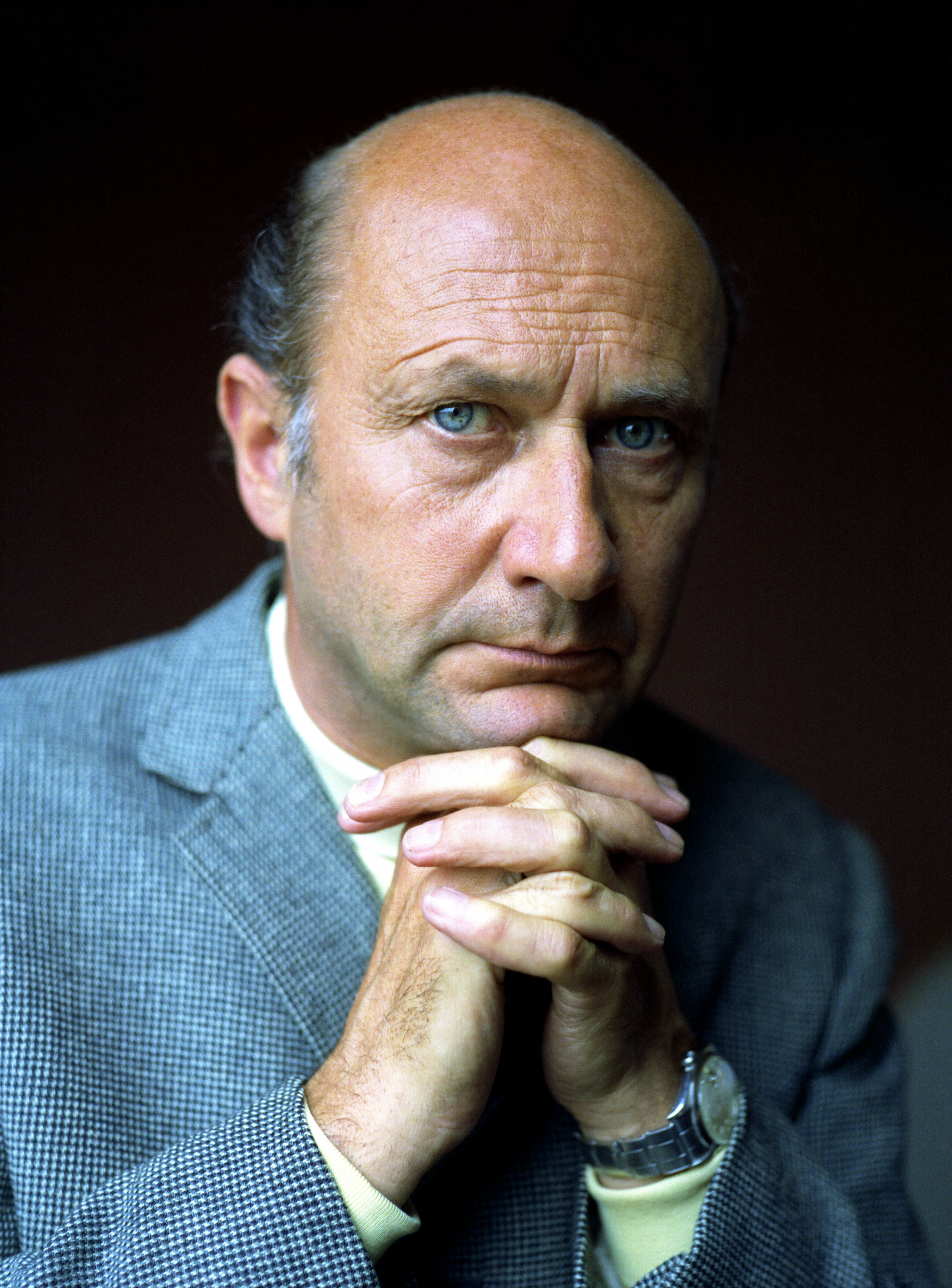
Дональд Плезенс повторил свою роль доктора Лумиса, это стало одним из его последних появлений в кино.

### Кастинг
Дональд Плезенс вернулся, чтобы сыграть доктора Лумиса в том, что должно было стать одним из его последних выступлений в кино; по словам Фаррандса, Плезенсу понравился сценарий. Даниэль Харрис, которой в то время было семнадцать, связалась с продюсером Полом Фрименом по поводу повторения её роли Джейми Ллойда и дошла до того, что оформила документы, чтобы стать юридически эмансипированной для съёмок в фильме. Она была официально выбрана на эту роль, но «Dimension Films» не смогла договориться о её зарплате; Харрис утверждает, что «Dimension» предложила ей 1000 долларов за съёмки в течение недели, что было меньше суммы, которую она заплатила за своё освобождение. Фаррандс и Фримен оба хотели, чтобы Харрис получил эту роль, но на тот момент «у них были связаны руки».
По словам Харрис, глава отдела кастинга отказался вести переговоры о её зарплате, заявив, что она была «масштабным персонажем, который умирает в первые двадцать минут». В конечном счёте это привело к тому, что она выбыла из проекта. "Люди автоматически предполагают, что я хотела какую-то сумасшедшую сумму денег или что-то в этом роде, — прокомментировала Харрис в 2014 году, — [но] на самом деле я ничего не требовала… Когда тебя просят что—то сделать, а потом оскорбляют, говоря: «Ты кусок дерьма, ты умираешь в первом акте — мне плевать, что ты была в двух других фильмах „Хэллоуин“, кого это волнует?»… Я была в шоке". Актриса Дж. Си Брэнди была выбрана на замену Харрис.
Продюсеры изначально хотели, чтобы Брайан Эндрюс повторил свою роль Томми Дойла. Однако, поскольку у Эндрюса не было агента, они не смогли связаться с ним. Пол Стивен Радд получил роль Томми, которая стала его первой главной ролью до того, как он появился в фильме «Бестолковые» (1995). Главную женскую роль, Кару, получила Марианна Хаган; однако с тех пор Хаган заявила, что руководители «Miramax» Боб и Харви Вайнштейны не одобрили её кандидатуру на эту роль и подвергли эстетической критике за то, что она «слишком худая» и у неё «слишком заострённый подбородок». Фаррандс, однако, хотел, чтобы Хаган получила эту роль, потому что он чувствовал, что она обладала качеством «каждой девушки», которая «прожила немного и пережила трудные времена», и сравнил её присутствие на экране с Джейми Ли Кёртис.Создатели фильма также обратились к Говарду Стерну с просьбой сняться в эпизодической роли радио-диджея Барри Симса, но он отказался, чтобы сниматься в «Части тела (фильм)».
На роль доктора Теренса Винна был выбран Митч Райан, основанный на его исполнении в фильме «Смертельное оружие» (1987); Фаррандс изначально убеждал продюсеров выбрать Кристофера Ли, имея в виду опытного актёра ужасов при написании персонажа. Это отсылка к первоначальному выбору Карпентера на роль доктора Лумиса во время съёмок фильма «Хэллоуин» 1978 года, где ему предложили эту роль, но он отказался из-за низкой оплаты, только чтобы пожалеть об этом в последующие годы. Дениз Ричардс также пробовалась на роль Бет, но студия отказалась от неё, отдав роль Мэрайе О’Брайен. Исполнитель трюков Джордж П. Уилбур, который изобразил Майкла в четвёртой части, повторил свою роль Майкла Майерса. Однако, как только состоялись пересъёмки, Уилбур был заменён А. Майклом Лернером, поскольку режиссёр Джо Шапелл счёл Уилбура «слишком громоздким».

### Съёмки
Художник по спецэффектам Джон Карл Бюхлер создал маску для фильма, которая была в значительной степени основана на маске, изображённой на постере к фильму «Хэллоуин 4: Возвращение Майкла Майерса». Бюхлер вручную изготовил маску на лице актёра Джорджа П. Уилбура.
Съёмки начались осенью 1994 года в Солт-Лейк-Сити, штат Юта. Однако в течение первой недели съёмок в городе разразилась ранняя зимняя метель, которая осложнила производство. В результате несколько сцен, которые должны были происходить на внешних локациях, пришлось перенести в интерьеры. Оригинальные сцены из больницы были сняты в заброшенной Старой начальной детской больнице в районе Авеню в Солт-Лейк-Сити.
Продюсер Пол Фримен и режиссёр Чаппелл, как сообщается, переписали концовку в сентябре, даже от кадра к кадру, поскольку сроки производства приближались. Фримен также отправлял съёмочную группу домой, когда требовалось снять важные сцены; удалял сцены по сценарию без разбора; переписывал диалоги и последовательности действий; и взял на себя ответственность за режиссуру съёмок второго блока и надзор за постпродакшном оригинальной версии. Эти осложнения привели к тому, что материнская компания «Dimension Films» (и компания по совместному производству фильма) «Miramax» взяла на себя производство фильма и заказала пересъёмку многих переработанных эпизодов..
Ассоциированный продюсер Малек Аккад объяснил отсутствие у фильма целостного «видения» тем, что режиссёр Шапель «откликнулся» на видение дистрибьютора «Dimension Films», продюсерской компании Мустафы Аккада «Nightfall Productions» и сценариста Дэниела Фаррандса. Напряжённость между тем, что «Dimension», «Nightfall» и Фаррандс представляли для фильма, привела к созданию готового продукта, который, по словам Аккада, нуждался в «большей продуманности».

#### Пересъёмка
В начале 1995 года, после завершения съёмок и монтажа, в Нью-Йорке состоялся пробный показ фильма «Хэллоуин 6: проклятие Майкла Майерса», который, по словам актрисы Марианны Хаган, «состоял в основном из четырнадцатилетних мальчиков». Во время последующих вопросов и ответов один из зрителей выразил большое неудовольствие концовкой фильма, которая повлекла за собой кельтский ритуал и передачу «Проклятия Торна» персонажу доктора Лумиса. В результате неодобрения зрителей к финалу фильма фильм был срочно запущен в производство, на этот раз без Дональда Плезенса, который умер 2 февраля 1995 года Во время съёмок фильма у Плезанс было плохое самочувствие.
Пересъёмки проходили в Лос-Анджелесе, штат Калифорния, летом 1995 года. По словам Фаррандса, пересъёмки происходили с новым оператором-постановщиком и длились в общей сложности четыре дня. В это время Аккады были отодвинуты на второй план, поскольку «Dimension Films» занялась фильмом, и Фаррандсу было поручено написать новую концовку. Однако одновременно был привлечён новый автор для переписывания. Эти изменения включали «громовые голоса Бога», группу врачей, стремящихся обуздать «научно спроектированное зло», а также превращение Кары в «героиню с автоматом», похожую на Линду Гамильтон в «Терминаторе 2: Судный день». Фаррандс отказался от повторной характеристики Кары и «громовых голосов», но элементы доктора остались в фильме. А. Майкл Лернер заменил Джорджа П. Уилбура в роли Майкла Майерса, поскольку руководители студии хотели, чтобы он казался менее громоздким. Это привело к ошибкам в непрерывности, поскольку в последней трети фильма Майерс выглядит стройнее. Некоторые дополнительные кадры, включённые в финал фильма, были сняты в больнице «Queen of Angels» в Лос-Анджелесе.

## Пост-продакшн
В дополнение к повторным съёмкам, вызванным плохим тестовым показом, фильм также подвергся существенному редактированию в постпродакшене, что привело к более быстрой постановке и «более яркому» кинематографическому стилю, который отдавал предпочтение «крови и кишкам», но, по словам Фаррандса, в конечном итоге привело к «более запутанному» фильму. По словам сценариста Фаррандса, стилизованные флэш-вырезки, выделяющиеся в финальной театральной версии «Хэллоуина 6: Проклятие Майкла Майерса», изначально не были задуманы, и он сравнил стиль конечного продукта с «видео MTV, а не фильмом о Хэллоуине». Композитор Алан Ховарт аналогичным образом назвал конечный продукт «работой над исправлением», при этом многочисленные элементы производства постоянно менялись как во время основной съёмки, так и после неё. В дополнение к переделке партитуры Ховарта, звуковое оформление фильма также было значительно изменено по сравнению с оригинальным «минималистским» дизайном Ховарта

### Музыкальная партитура
| Оценки критиков | Оценки критиков                                                          |
| Источник        | Оценка                                                                   |
| --------------- | ------------------------------------------------------------------------ |
| AllMusic        | 2 из 5 звёзд · 2 из 5 звёзд · 2 из 5 звёзд · 2 из 5 звёзд · 2 из 5 звёзд |

Оригинальная музыкальная партитура написана и срежиссирована давним участником франшизы «Хэллоуин» Аланом Ховартом, его работа в сериале восходит к его сотрудничеству с Джоном Карпентером над «Хэллоуин II». Однако партитура Ховарта была переделана музыкальным редактором Полом Рабджонсом когда фильм проходил пересъёмки. Альбом саундтреков был выпущен «Varèse Sarabande» и представляет собой необычное сочетание музыки, использованной в оригинальной версии фильма, а также в финальной театральной версии. По словам Ховарта, он помог переписать переработанную версию фильма, включив использование гитары и барабанов в дополнение к оригинальной партитуре, которая была больше основана на синтезаторе и фортепиано. Официальная партитура Ховарта к фильму была выпущена 24 августа 1995 года.
Музыка рок-группы «Brother Cane» из Алабамы звучала на протяжении всего фильма. Музыка взята из их релиза «Seeds» 1995 года на лейбле «Virgin Records». Хитовый сингл с альбома «And Fools Shine On» можно услышать, когда Кара, Тим и Бет приезжают в школу на своей машине. Песня также звучит во время заключительных титров. В фильме звучат ещё три песни «Brother Cane» (все с альбома «Seeds»): «Hung on a Rope», «20/20 Faith» и «Horses & Needles». «Disconnected» группы «I Found God» также фигурирует в фильме.
Трек-лист
Слова и музыка всех песен — Alan Howarth.
| №                   | Название                  | Длительность |
| ------------------- | ------------------------- | ------------ |
| 1.                  | «Jamie's Escape»          | 4:04         |
| 2.                  | «Birth Ceremony»          | 2:50         |
| 3.                  | «You Can't Have the Baby» | 3:37         |
| 4.                  | «Empty Stomach»           | 2:58         |
| 5.                  | «Watching Mom»            | 4:23         |
| 6.                  | «Kara Returns»            | 3:38         |
| 7.                  | «Thorn»                   | 4:08         |
| 8.                  | «Carnival Festival»       | 4:07         |
| 9.                  | «It's Raining Red»        | 2:59         |
| 10.                 | «Look Upstairs»           | 6:25         |
| 11.                 | «It's His Game»           | 5:56         |
| 12.                 | «Maximum Security»        | 3:40         |
| 13.                 | «Operating Room»          | 7:56         |
| Общая длительность: | Общая длительность:       | 56:41        |

## Релиз
Проблемы с производством фильма привели к двум сокращениям фильма, что вызвало судебную тяжбу между продюсерской компанией фильма «Nightfall», которая хотела выпустить оригинальную версию, и его дистрибьютором «Dimension Films», который включил пересъёмки и дополнительный материал. В конечном счёте «Dimension Films» выиграла спор, и их версия фильма была официально выпущена в прокат.
В более раннем тизер-трейлере фильма использовалось название «Хэллоуин 666: Происхождение Майкла Майерса», которое, по словам Дэниела Фаррандса, появилось до того, как было принято официальное название, и что название трейлера было комбинацией более раннего сценария под названием «Происхождение Майкла Майерса» другого писателя и оригинального сценария Фаррандса под названием «Хэллоуин 666». В какой-то момент исполнительный продюсер Мустафа Аккад попросил Фаррандса дать название, который предложил «Проклятие Майкла Майерса» из-за проблем с производством. Хотя комментарий Фаррандса был шуткой, Аккад принял это название близко к сердцу и остановил свой выбор на нём. Фаррандс также добавил, что это случайно сделало субтитры похожими на те, что были в фильмах «Розовая пантера», в которых также использовались субтитры «Возвращение», «Месть» и «Проклятие» в качестве четвёртого, пятого и шестого фильмов «Хэллоуина» соответственно.

### Прокат
«Хэллоуин 6: проклятие Майкла Майерса» был выпущен 29 сентября 1995 года в Соединённых Штатах и собрал 7 308 529 долларов в прокате в первый уик-энд, заняв второе место после триллера о серийном убийце «Семь», став первым фильмом в серии, сравнявшимся по кассовым сборам с «Хэллоуин II» в первый уик-энд (оба фильма на Хэллоуин — 4 и 5 заработали менее 7 миллионов долларов). Фильм собрал в прокате в США в общей сложности 15 116 634 доллара при предполагаемом бюджете в 5 миллионов долларов.

### Критика
Фильм не был показан заранее для критиков. Он имеет рейтинг одобрения 9 % и среднюю оценку 3,52 / 10, основанную на 35 отзывах, на интернет-агрегаторе обзоров «Rotten Tomatoes». Консенсус критиков сайтов гласит: «Хэллоуин 6: Проклятие Майкла Майерса обменивает простую, жестокую эффективность оригинала на запутанный мистицизм с катастрофически скучными результатами». На «Metacritic» фильм имеет рейтинг 10/100, основанный на 13 рецензиях, что означает «подавляющую неприязнь». Это фильм о Хэллоуине с самым низким рейтингом на обоих сайтах.
Дэниел Киммел из «Variety» назвал фильм «усталым» и «заурядным», в то время как Мик Ласалл из «San Francisco Chronicle» сказал, что фильму не хватает саспенса, и добавил, что «даже присутствие покойного, великолепно сыгранного Дональда Плезенса не может оживить ситуацию», считая, что он «пресный», «мертвящий» и «безусловно, худший в серии».
Стивен Холден из «Нью-Йорк Таймс» назвал сценарий фильма «невероятно запутанным» и написал, что «шоковые эффекты применяются с такой неуклюжей регулярностью, что они быстро дают обратный эффект». Джош Хартл из «Сиэтл Таймс» раскритиковал условность фильма, написав: «вместо того, чтобы усиливать нынешнее перенасыщение в фильмах о серийных убийцах создатели фильма используют старую тактику слэшера». Джек Мэтьюз из «Los Angeles Times» аналогичным образом раскритиковал отсутствие оригинальности фильма, негативно сравнив его с предшественниками
Ричард Харрингтон из «The Washington Post» также раскритиковал сценарий, написав: «В то время как режиссёр Джо Шапелл и сценарист Дэниел Фаррандс воспользовались распродажей в магазине „Horror Cliche“, они забыли зайти в „Plots R Us“». Лондонский киногид «Тайм Аут» назвал фильм «серией грамотно спроектированных шоковых моментов, сопровождаемых джазовой версией оригинальной электронной партитуры Джона Карпентера: более скользкой, чем сырая нефть, и столь же непривлекательной».

### Выпуск на видеоносителях
Фильм был впервые выпущен для домашних носителей на VHS и LaserDisc 7 октября 1996 года компанией «Buena Vista Home Entertainment». 10 октября 2000 года последовал выпуск DVD. В январе 2010 года фильм был впервые выпущен на Blu-ray в Канаде компанией «Alliance Films» вместе с «Хэллоуин: 20 лет спустя» и «Хэллоуин: Воскрешение» без бонусного материала. Фильм был выпущен на Blu-ray и снова на DVD в Соединённых Штатах 10 мая 2011 года компанией «Echo Bridge Home Entertainment», снова без бонусных функций.
«Anchor Bay Entertainment» и «Shout! Factory» снова выпустили фильм на Blu-ray 23 сентября 2014 года, как часть своего бокс-сета из 15 дисков, содержащего всю серию. Этот релиз также содержал обширные бонусные функции, такие как комментарий писателя Дэниела Фаррандса и композитора Алана Ховарта, интервью с продюсерами Малеком Аккадом и Полом Фрименом, актрисами Мэриан О’Брайен, Дж. Си Бренди и Даниэль Харрис, Джордж П. Уилбур, визажистами Джон Карл Бюхлер и Брэд Хардин, в дополнение к удалённым сценам и архивным закулисным кадрам и интервью, а также дань уважения Дональду Плезенсу. 15 сентября 2015 года «Lionsgate» выпустила ещё один отдельный Blu-ray, содержащий нарезку от производителя, но без каких-либо бонусных функций, представленных на 15-дисковом релизе. 4 октября 2022 года «Shout! Factory» переиздала как театральное, так и продюсерское издание на Blu-ray в формате 4K UHD в бокс-сете, также включающем «Хэллоуин: 20 лет спустя» и «Хэллоуин: Воскрешение».
В то время как фильм был первоначально выпущен на VHS в Австралии с рейтингом MA15+, DVD был выпущен только 8 октября 2014 года без дополнительных материалов.

## Альтернативные версии
«Хэллоуин 6: Проклятие Майкла Майерса» печально известно среди поклонников Хэллоуина тем, что имеет несколько версий.Наиболее известна режиссёрская версия; однако существует также режиссёрская версия с отснятым материалом MPAA. Театральная версия была единственной коммерчески доступной версией — с сокращениями режиссёра и продюсера, существовавшими в виде низкокачественных бутлегов — до тех пор, пока сокращение продюсера не было включено в официальный бокс—сет «Complete Collection», выпущенный «Scream Factory» и «Anchor Bay Entertainment» в 2014 году.

### Продюсерская версия
[Это] готично и жутковато, но вы как бы теряете интенсивность того, где мы были... Я думаю, мы могли бы вмешаться и придать этому больше интенсивности и больше пугающего [фактора].
Оригинальная версия фильма, показанная для тестовой аудитории до пересъёмок, стала известна в просторечии как «версия продюсера», и её нелегальные копии появились среди коллекционеров фильмов.Эта версия «Хэллоуина 6: Проклятие Майкла Майерса» имеет множество отличий, начиная от разных партитур и музыкальных реплик и заканчивая существенными изменениями в сюжете, особенно в том, что касается завершения фильма. В ретроспективном интервью Фаррандс отметил, что финал в этой части фильма был достаточно «жутким» и «готическим», но признал, что ему не хватало интенсивности., что во многом и побудило «Dimension Films» начать пересъёмки. По словам сценариста Фаррандса, режиссёрская версия фильма стала культовой: «Удивительно, что [Хэллоуин: Проклятие Майкла Майерса] продолжает жить, потому что существует альтернативная версия, которая все эти годы была как бы в подвале».
В финале фильма Кара просыпается в санатории Смитс-Гроув на бетонной плите, окруженная членами культа, включая миссис Бланкеншип, секретаршу Винна Доун, работника автобусной станции и шерифа Холдта. Винн проводит церемонию, на которой Майкл убьёт Стивена в качестве последней жертвы невинной крови, после чего проклятие перейдёт к Дэнни с Карой в качестве его первой жертвы. Кара понимает, что Стивен — продукт кровосмешения между Джейми и Майклом, и использует это, чтобы попытаться убедить Майкла не убивать ребёнка. Томми держит Винн в заложниках, заставляя секту освободить Кару, и они бегут с детьми через санаторий, пока не добираются до запертых ворот. Томми использует силу древних рун, чтобы остановить Майкла на его пути, а Лумис помогает группе сбежать. Позже, сказав остальным, что у него есть незаконченные дела, Лумис возвращается в санаторий и обнаруживает Майкла, лежащего на полу главного коридора. Сняв маску, Лумис находит доктора Винна, с которым Майкл поменялся одеждой, а затем сбежал. Винн умирает, но не раньше, чем скажет «Теперь ваша игра, доктор Лумис» и передаст символ Торна, который появляется на запястье Лумиса; понимая, что теперь он сам должен действовать как лидер культа, Лумис кричит одновременно в отчаянии и отвращении (это слышно как эмбиент шум в финальном кадре театральной нарезки).
Ещё одним существенным отличием в постановке продюсера является смерть Джейми Ллойд: она не умирает в начале фильма, но выживает, будучи зарезанной Майклом в сарае. Она остается в коме и доставлена в больницу, где Лумис и Винн навещают её. В середине фильма происходит «готический» монтаж, который в разрозненных деталях раскрывает зачатие ребёнка Джейми среди членов культа. После эпизода невидимый человек, позже выяснилось, что это Винн, стреляет в голову потерявшей сознание Джейми из пистолета с глушителем. Кроме того, сцена смерти Джона в режиссёрской версии была короче; в театральную версию был включен дополнительный кадр (завершенный во время пересъёмок), на котором его голова графически взрывается от скачка напряжения. Другие различные переходные кадры в версии, вырезанной продюсером, были извлечены или усечены в театральной версии.
Версия продюсера оставалась официально неизданной в течение почти 20 лет. Его первая публичная выставка состоялась 27 октября 2013 года в кинотеатре «New Beverly Cinema» в Лос-Анджелесе. Сценарист Фаррандс присутствовал на коротком интервью, в котором он подчеркнул, что всё ещё ведётся серьёзная работа по выпуску этой версии должным образом. Он также сказал, что студия, впервые разрешившая публичный показ этой версии, и подавляющий положительный отклик были огромными шагами в правильном направлении. «Anchor Bay Media» и «Scream Factory» выпустили первый официальный релиз «The Producer’s Cut» на Blu-ray в сентябре 2014 года в рамках бокс-сета «Halloween: The Complete Collection».
Несколько избранных сцен из нарезки продюсера можно увидеть в телевизионной версии фильма. Сцены были вставлены заново, чтобы увеличить продолжительность фильма.